# Натадзе, Григорий Ясонович
Григорий Ясонович Натадзе (груз. გრიგოლ იასონის ძე ნათაძე, 16 января 1878, Каспи, Горийский уезд, Тифлисская губерния, Российская империя — 24 мая 1951, Тбилиси) — грузинский советский учёный-историк, публицист, общественный деятель, профессор Тбилисского университета.

## Биография

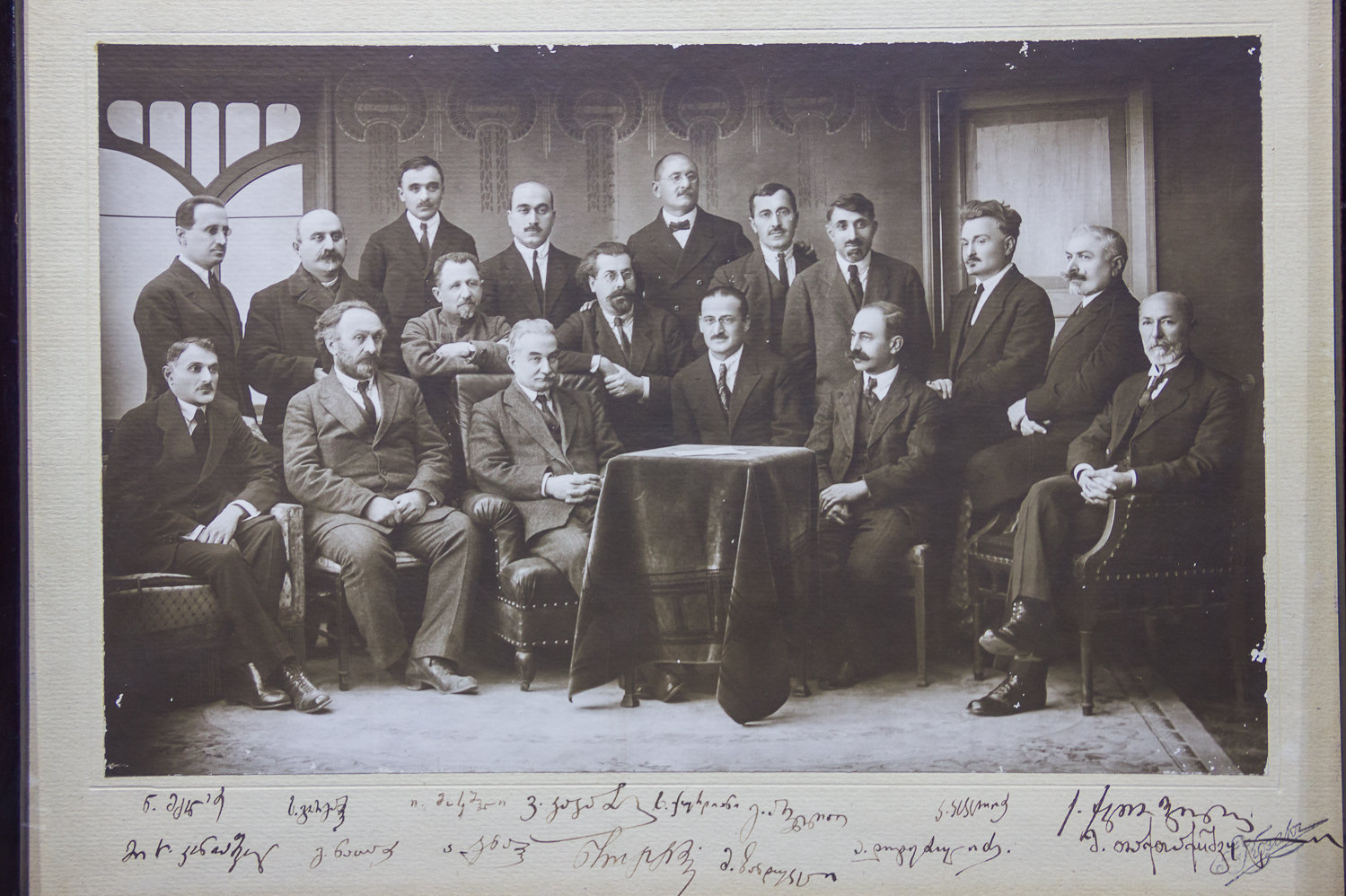
1918. Группа профессоров — основателей Тбилисского университета. Натадзе — в первом ряду второй слева. Третий слева в первом ряду — Иване Джавахишвили

Президиум Учредительного собрания Грузии: К. Джапаридзе, Григол Натадзе, Э. Такаишвили, А. Ломтатидзе, С. Мдивани и Кристина Шарашидзе. Тифлис, 1918

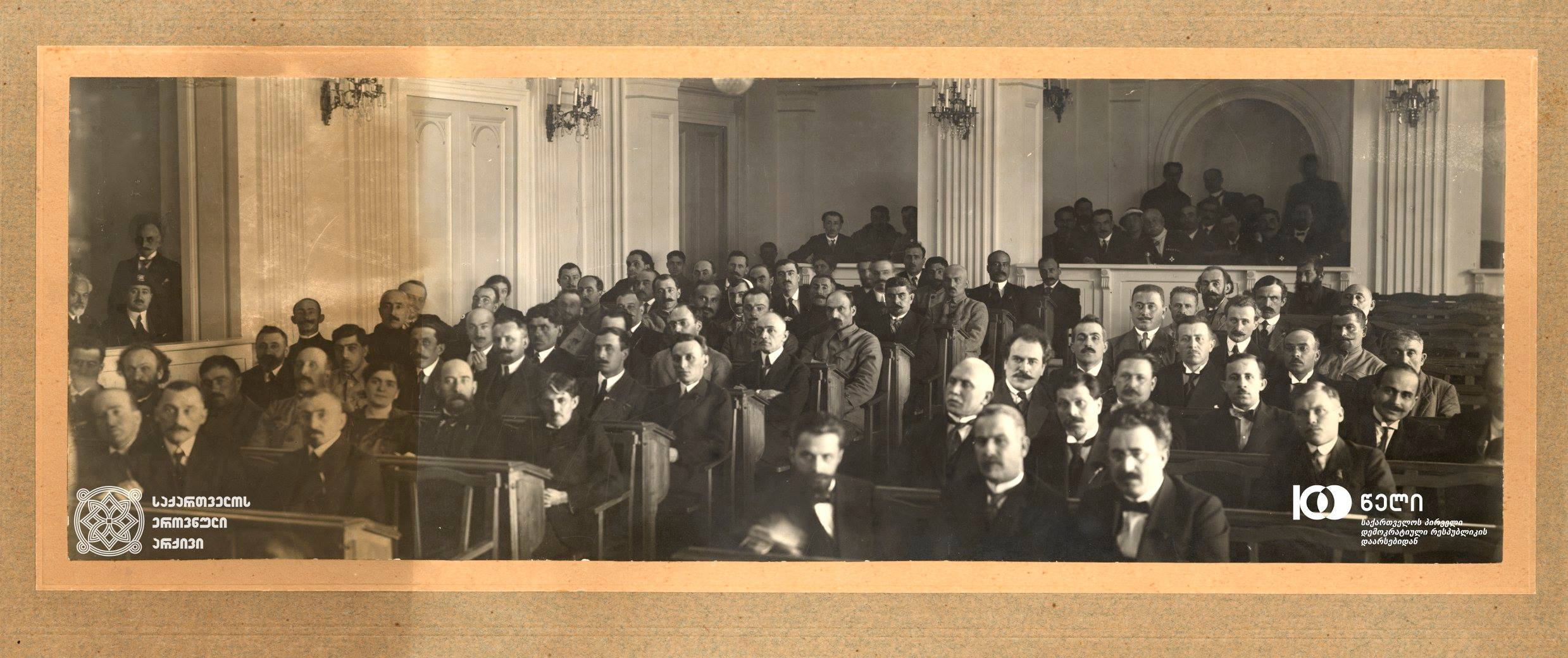
Учредительное собрание Грузии. Натадзе второй слева во втором ряду, левая сторона

Учился в Тифлисской дворянской гимназии, в 1892 году перешёл во 2-ю гимназию.
В 1898 году поступил на историко-филологический факультет Киевского университета. Из-за участия в студенческих демонстрациях был дважды исключен из университета (в 1901 и 1902 годах).
В 1902 году продолжил образование в Женевском университете, но после года учёбы покинул университет из-за нехватки денег и вернулся на родину.
Подрабатывал частными уроками, печатался под псевдонимом «Гана Баридзе».
Состоял членом эсеровской партии.
Активно участвовал в революционном движении 1905 года, подвергался аресту. Вышел из тюрьмы по амнистии после Манифеста 17 октября 1905 года.
В 1907 году окончил историко-филологический факультет Московского университета.
С того же года работал учителем в грузинской Благородной гимназии в Тифлисе; однако вскоре, как «политически ненадежный» был вынужден перейти на работу в Кутаисскую грузинскую дворянскую гимназию. Преподавал также в «Общественном университете», был членом кутаисского драматического кружка.
В 1912 году вернулся в Тифлис, где продолжил читать лекции в «Народном университете» и сотрудничал в Обществе распространения грамотности среди грузин.
В ноябре 1917 года был избран членом Национального совета Грузии. 26 мая 1918 года участвовал в подписании Декларации о независимости Грузии. Занимал ряд должностей в правительстве Демократической республики Грузия.
В 1921 году, после советизации Грузии остался в стране и отошёл от политической деятельности.
8 июня 1924 года защитил докторскую диссертацию в Тбилисском государственном университете; 15 декабря 1926 года был избран профессором университета, работал на историческом и педагогическом факультетах. Сотрудничал в Закавказском и Грузинском коммунистических университетах, в Институте марксизма-ленинизма, в Центральном архиве Института марксизма-ленинизма при Коммунистическом Закавказском университете. Был избран членом Академии наук Грузинской ССР.
В 1941 году ему было присвоено звание заслуженного деятеля науки.
После долгой болезни умер в Тбилиси 24 мая 1951 года. Похоронен на кладбище Ваке.